# Rigoberto Sanchez
Rigoberto Jovany Sanchez (Chico, 8 settembre 1994) è un giocatore di football americano statunitense che milita nel ruolo di punter per gli Indianapolis Colts della National Football League (NFL).

## Carriera

### Indianapolis Colts
Dopo non essere stato scelto nel Draft NFL 2017, Sanchez firmò con gli Indianapolis Colts il 4 maggio. Nella sua prima stagione batté il veterano Jeff Locke per il ruolo di punter titolare.
Il 10 settembre 2017 Sanchez debuttò contro i Los Angeles Rams al Los Angeles Memorial Coliseum. Nella sconfitta per 46–9 calciò sei punt per 302 yard a una media di 50,30 l'uno. La sua prima stagione si chiuse con 84 punt a una media di 44,81. L'anno seguente ebbe 57 punt a una media di 46,12 yard. Nel 2019 calciò 59 punt alla media di 44,39 l'uno.
Il 4 giugno 2019 Sanchez firmò un nuovo contratto quadriennale del valore di 11,6 milioni di dollari con i Colts.
Il 30 novembre 2020 fu annunciato che Sanchez avrebbe dovuto sottoporsi a un intervento chirurgico per rimuovere un tumore maligno. L'operazione ebbe successo e il giocatore tornò ad allenarsi due settimane dopo.
Nel quarto turno della stagione 2021, Sanchez calciò 4 punt a una media di 50 yard l'uno, inclusi due nelle venti yard avversarie nella vittoria per 27–17 sui Miami Dolphins. Per questa prestazione fu premiato come miglior giocatore degli special team della AFC della settimana. Ottenne lo stesso riconoscimento nel settimo turno dopo avere calciato il punt più lungo della storia dei Colts, 79 yard, nella vittoria per 30–18 sui San Francisco 49ers. La sua annata si chiuse con 59 punt a una media di 44,53.
Il 31 agosto 2022 Sanchez fu inserito in lista infortunati per tutta la stagione a causa della rottura del tendine d'Achille.

## Palmarès
- PFWA All-Rookie Team - 2017